# Соевое молоко
Соевое молоко — жидкость растительного происхождения, производимая из соевых бобов. Внешне похожа на молоко. Родиной соевого молока считается Восточная Азия. Как и другие виды растительного молока (рисовое, овсяное, миндальное), соевое молоко используется в кулинарии. Из соевого молока производятся тофу, соевый йогурт и другие напитки (например, молочные коктейли).

## Название

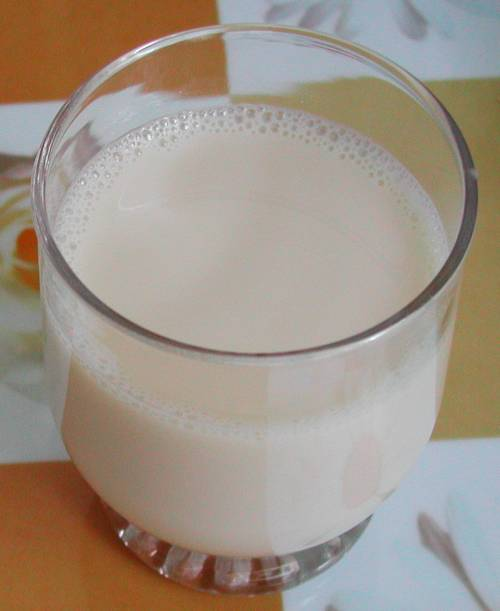
Соево-рисовое молоко

Китайский термин для обозначения соевого молока означает дословно «соевая жидкость» (кит. трад. 豆漿, упр. 豆浆, пиньинь dòu jiāng). Среди хуацяо в западных странах и в России используется другой термин: кит. 豆奶, пиньинь dòu nǎi, буквально: «соевое молоко»; в восточно-азиатской культурной сфере данный термин обозначает сухой молочный порошок, смешанный из порошков коровьего и соевого молока. Именно от него происходят названия соевого молока в других языках стран Восточной Азии — яп. 豆乳 tounyū; кор. 두유?, 豆乳?; вьет. sữa đậu nành.
В Европейском союзе термин «молоко» по регламенту 1308/2013 относится исключительно к «нормальному секрету молочной железы, полученному в результате одного или нескольких доений, без добавления к нему или извлечения из него». На упаковке разрешено указание «молоко» только в случае продукта животного происхождения, а на любом другом молоке должно быть указано название соответствующего животного: например, «коровье молоко», «козье молоко» или «овечье молоко». Есть немногие исключения для традиционных продуктов, таких как кокосовое молоко.
Использование термина «соевое молоко» стало предметом судебного дела в 2017 году в Суде Европейского Союза после того, как группа защиты прав потребителей из Германии подала жалобу о недобросовестной конкуренции в отношении компании, назвавшей свои продукты из сои «молоком» и тофу — «сыром». Суд постановил, что такие обозначения не могут быть законно использованы для продуктов исключительно растительного происхождения и что дополнения, указывающие на растительное происхождение продуктов (соевое молоко), не влияют на этот запрет. С 2017 года в Германии и других странах Европейской экономической зоны разрешена продажа соевого молока только под названием «соевый напиток» (нем. Sojadrink).

## Производство
Для производства соевого молока пюрируются предварительно замоченные на несколько часов соевые бобы. Полученная масса варится, фильтруется и остужается.
В промышленном производстве соевого молока размоченные соевые бобы пюрируются в воде, в которой были замочены, затем масса отжимается, а жидкость нагревается в течение короткого времени до температуры 135—150 °C.
В домашних условиях соевое молоко может быть приготовлено за 15-20 минут из замоченных или сухих соевых бобов.

## Пищевая ценность
Соевое молоко содержит соевый белок (около 3 %), а также микроэлементы. Многие сорта дополнительно обогащены кальцием и витамином B12, которые содержатся и в коровьем молоке. Соевое молоко легко усваивается организмом.

## Влияние на здоровье человека

### Положительные качества
Соевое молоко по питательности близко к коровьему молоку. В натуральном виде оно содержит примерно такое же количество белка, как и коровье молоко (однако отличается от него содержанием аминокислот). Природное соевое молоко содержит мало кальция в удобоусваиваемой для человека форме, поэтому многие производители обогащают соевое молоко кальцием. В отличие от коровьего молока, соевое содержит мало насыщенных жиров и не содержит холестерина. Соевое молоко содержит сахарозу в качестве основного дисахарида, который расщепляется на глюкозу и фруктозу. Оно не содержит галактозы и может использоваться в качестве альтернативы грудного молока для детей с галактоземией.
Соевое молоко может быть заменой коровьему, а также:
- является источником лецитина и витамина E;
- содержит гораздо меньше насыщенных жиров, чем коровье молоко;
- содержит изофлавоны — один из видов фитоэстрогенов.

### Негативное влияние
Несмотря на многие полезные свойства сои (в частности, соевого молока), соевая промышленность подвергается критике по ряду причин, некоторые из которых перечислены ниже:
- Высокий уровень фитиновой кислоты связывает важные питательные вещества, такие, как кальций, магний, железо[3] и цинк во время пищеварения. Но не у вегетарианцев, потому что их микробиота приспособилась к расщеплению фитиновой кислоты[4]. Зато коровье молоко значительно замедляет абсорбцию железа[5] и кальция из немолочных продуктов (например, капусты и кунжута).
- Проведённое в 2008 году исследование показало, что мужчины, дневной рацион которых в среднем наполовину состоит из соевых продуктов, имеют более низкую концентрацию сперматозоидов[6]. Критики данного исследования утверждают, что снижение концентрации сперматозоидов связано с соответствующим увеличением объёма эякулята[7]. Наряду с тенденцией к снижению концентрации сперматозоидов, связанной с употреблением сои, в исследовании также отмечается, что потребление соевых продуктов и изофлавонов не было связано с общим количеством спермы, объёмом эякулята, подвижностью сперматозоидов или их морфологией. Кроме того, клиническое значение полученных результатов ещё предстоит определить[8]. Более поздние исследования (2009—2010) опровергают заявления о том, что соя влияет на качество спермы и плотность костной ткани[9][10].

Хотя соевое молоко в целом не подходит для кормления младенцев и грудных детей, существуют детские смеси, основанные на соевом белке, которые используются главным образом в случае непереносимости лактозы у детей, страдающих аллергией на коровье молоко. Эти смеси обычно дополнительно содержат углеводы, жиры, витамины и минералы. Тем не менее, следует следить за тем, чтобы детей с нетерпимостью к соевому белку не кормили соевым молоком.